# Torre del lebbroso
La Torre del lebbroso (in francese Tour du lépreux) è una torre del comune di Aosta, in Valle d'Aosta, innalzata sul lato occidentale dell'antica cinta romana di Augusta Praetoria, all'angolo tra la via Jean-Boniface Festaz e la via Jean-Joconde Stévenin.

## Storia
La Torre del lebbroso venne costruita sui resti di un'antica torre romana e fu in origine nota come torre Friour o De Friours dal nome della famiglia che la abitò. I De Friour, la cui famiglia è citata per la prima volta in un documento del 1191, occupavano anche la Porta Decumana, oggi scomparsa.
In seguito la torre venne abbandonata e chiamata localmente Tour de la frayeur (in francese, "Torre dello spavento").

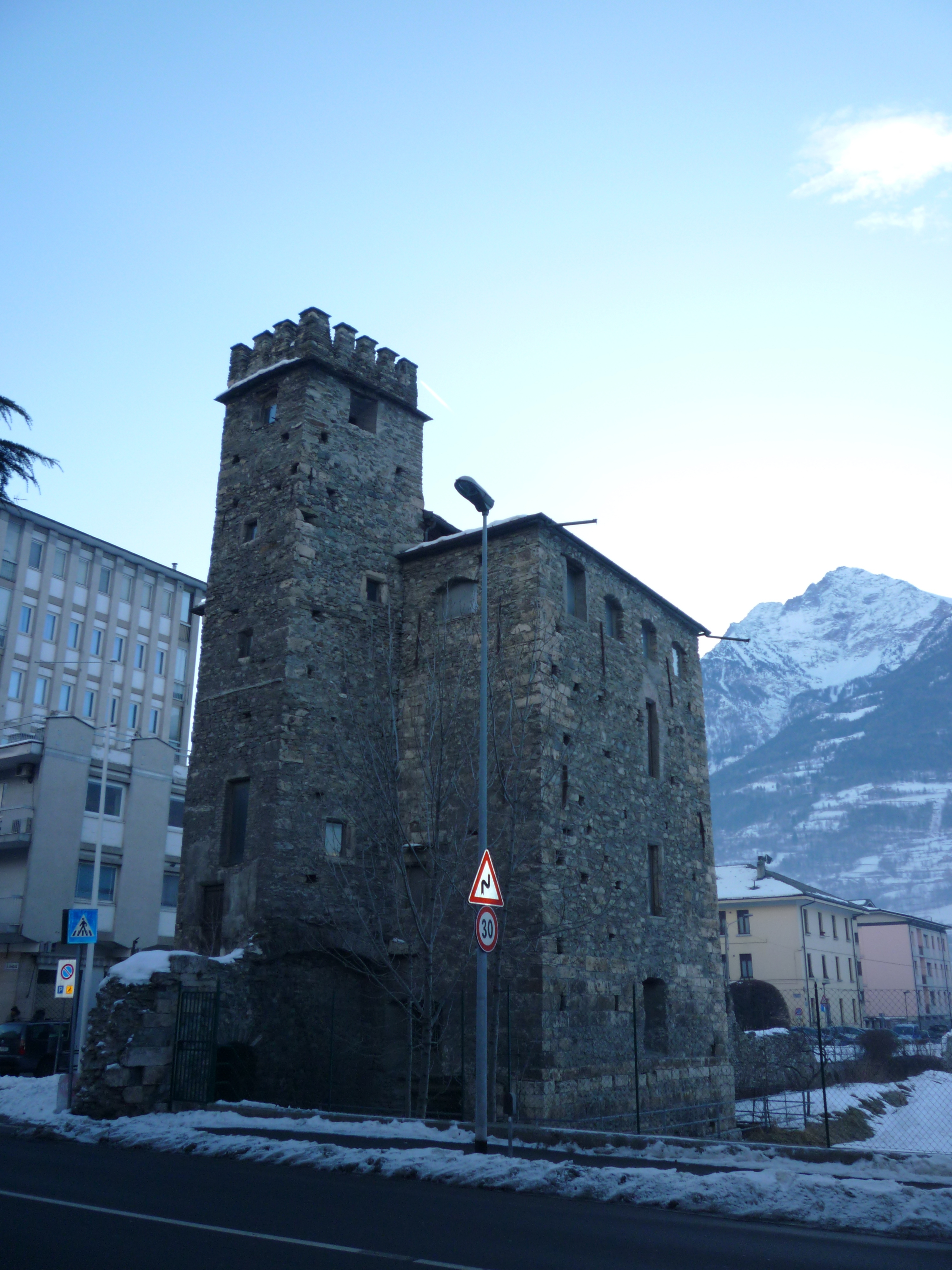
Le facciate nord ed est della Torre del lebbroso (da via Jean-Boniface Festaz)

Dopo alcuni passaggi di proprietà, nel 1773 fu acquistata dall'Ordine Mauriziano.
A quest'epoca deriverebbe il nome attuale, legato alla presenza tra il 1773 e il 1803 di Pietro Bernardo Guasco da Oneglia, un lebbroso che vi fu rinchiuso fino alla morte con la sorella per evitare il contagio della città per fare parte dell'Hospice de charité fondato da Jean-Boniface Festaz. La sua vicenda ispirò le vicende del romanzo Il lebbroso della città d'Aosta (titolo originale in francese Le lépreux de la cité d'Aoste) dello scrittore savoiardo Xavier de Maistre, pubblicato nel 1811.
Nel 1890 l'edificio fu restaurato dall'Ufficio regionale pei Monumenti del Piemonte e della Liguria diretto da Alfredo D'Andrade. Oggi appartiene alla Regione Autonoma Valle d'Aosta che ne ha fatto una sede espositiva.

## Architettura
La Torre del lebbroso è impiantata sulle fondamenta di una precedente torre romana, che il restauro della fine del XIX secolo ha riportato alla luce evidenziandone la struttura a risega. A questa torre se ne aggiunse poi una medievale nel XV secolo, a pianta quadrata, a cui si accedeva tramite una scala esterna coperta da tettoia e al cui interno si trovava la scala a chiocciola a permettere l'accesso ai piani.
Le antiche finestre romane sono state in massima parte chiuse, ma le rimanenti ancora danno luce ai piani interni.

## Bibliografia

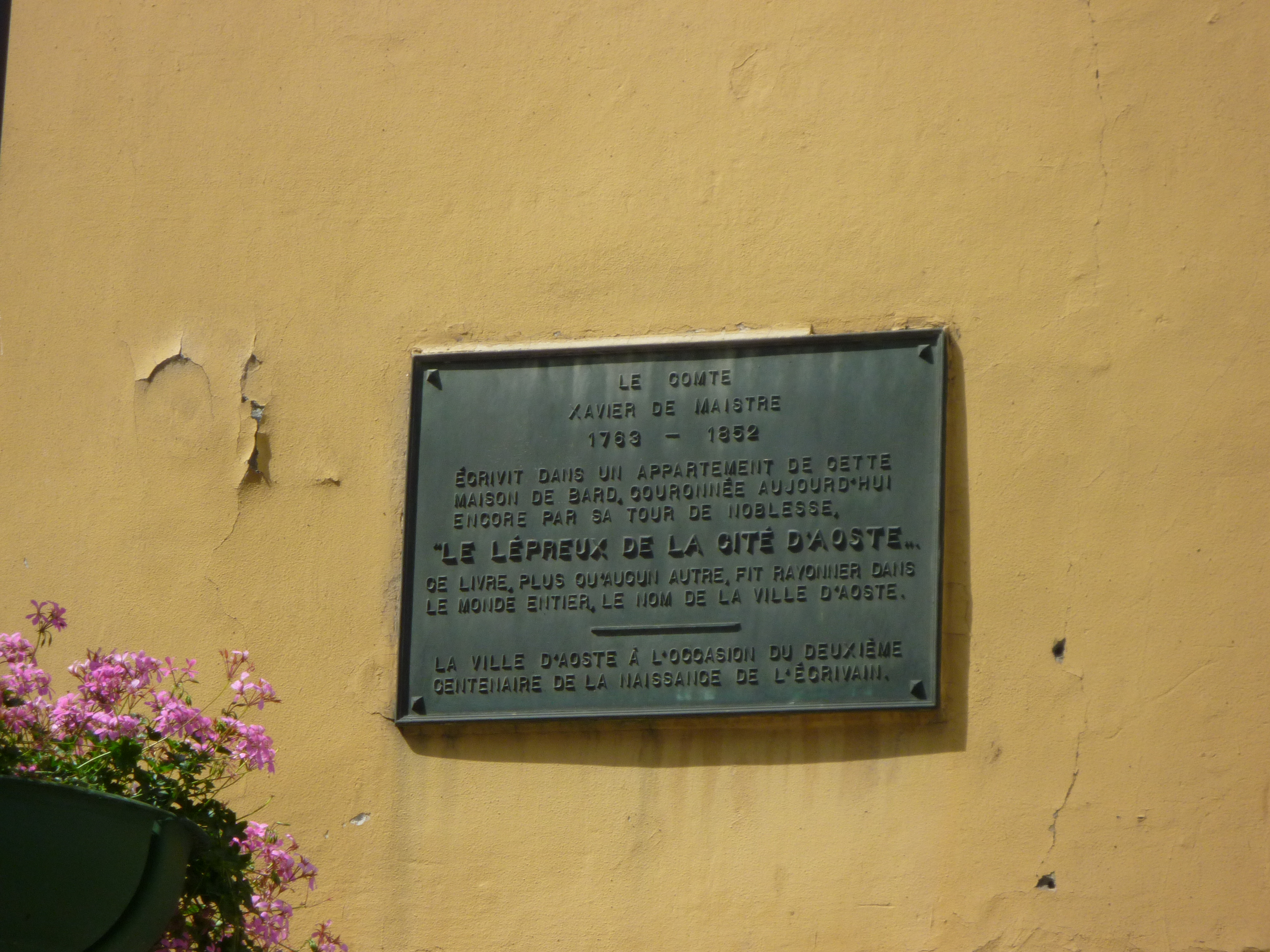
Targa commemorativa in viale Conseil des Commis, Aosta, in ricordo della casa in cui Xavier de Maistre scrisse Le lépreux de la cité d'Aoste
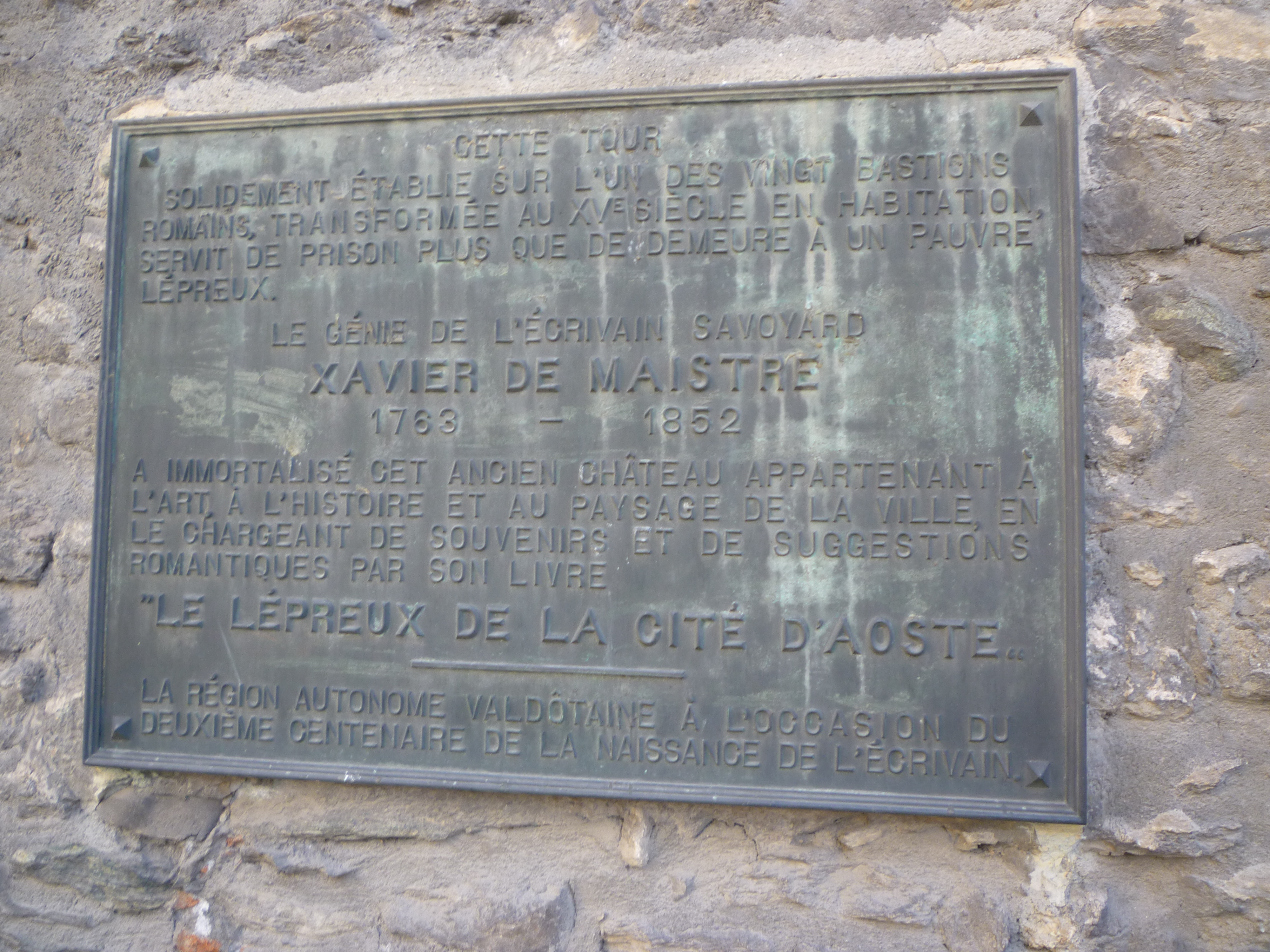
Targa in ricordo di Xavier de Maistre sulla torre del lebbroso di Aosta